# 7 أيام في هافانا (فلم)
7 أيام في هافانا هو فيلم أنثولوجي درامي صدر باللغة الإسبانية عام 2012، من إنتاجٍ مشترك لشركات في إسبانيا وفرنسا وكوبا. تدور أحداثه خلال أسبوع في العاصمة الكوبية هافانا، ويضم الفيلم سبعة فقرات، كل فقرة تمثل يوما مختلفاً من الأسبوع، وينتجها منتج أفلام مختلف.
صوّر الفيلم في هافانا، وكتب السيناريو الروائي الكوبي ليوناردو بادورا فوينتيس، وأخرجه كل من بينيسيو ديل تور، وبابلو ترابيرو، خوليو ميديم، وإيليا سليمان، وجاسبار نوي، وخوان كارلوس تابيو،ولوران كانتيه.

## الفقرات
- يوم الأثنين: "El Yuma" (إخراج بينيسيو ديل تورو)
- يوم الثلاثاء: "Jam Session" (إخراج بابلو ترابيرو)
- يوم الأربعاء: "La tentación de Cecilia" (إخراج خوليو ميديم)
- يوم الخميس: "Diary of a Beginner" (إخراج إيليا سليمان)
- يوم الجمعة: "Ritual" (إخراج غاسبار نوي)
- يوم السبت: "Dulce amargo" (إخراج خوان كارلوس تابيو)
- يوم الأحد: "La fuente" (إخراج لوران كانتيه)

## طاقم العمل
- دانيال برول في دور رجل الأعمال الإسباني
- أمير كوستوريتسا في دوره
- إيليا سليمان في دوره
- جوش هوتشرسن في دور تيدي أتكينز
- فلاديمير كروز
- ميرتا إيبارا
- خورخي بيروغوريا
- ألكسندر أبريو في دور ألبرت

## الإنتاج
الفيلم إنتاج دولي مشترك بين شركة Morena Films الإسبانية وشركة Full House الفرنسية، بالتعاون مع شركة Havana Club International الكوبية. وبلغت ميزانيته حوالي 3 مليون يورو. وتم التصوير في هافانا من 4 مارس إلى 6 مايو 2011.

## التقييم
ترشح الفيلم للفوز في جائزة نظرة ما في مهرجان كان السينمائي 2012. وحصل الفيلم على تقييم 40% على موقع روتن توميتوز بناءً على مراجعات من 15 ناقدًا.

## روابط خارجية
- الصفحة الرسمية
- 7 أيام في هافانا على IMDb
- 7 أيام في هافانا على AllMovie